# Vallon du Vuylbeek
Le vallon du Vuylbeek (en néerlandais: Vallei van de Vuilbeek) est une réserve naturelle en forêt de Soignes qui se trouve juste à côté de celui des Enfants Noyés.

## Archéologie
Des traces archéologiques d’établissements humains, haches de pierre, pointes de flèches, grattoirs, percuteurs, ainsi que des vases sphériques à col évasé (conservés aux Musées royaux d'art et d'histoire) datant de 3 000 à 2 200 ans av. J.-C. ont été découverts entre le vallon des Enfants Noyés et le vallon du Vuylbeek.

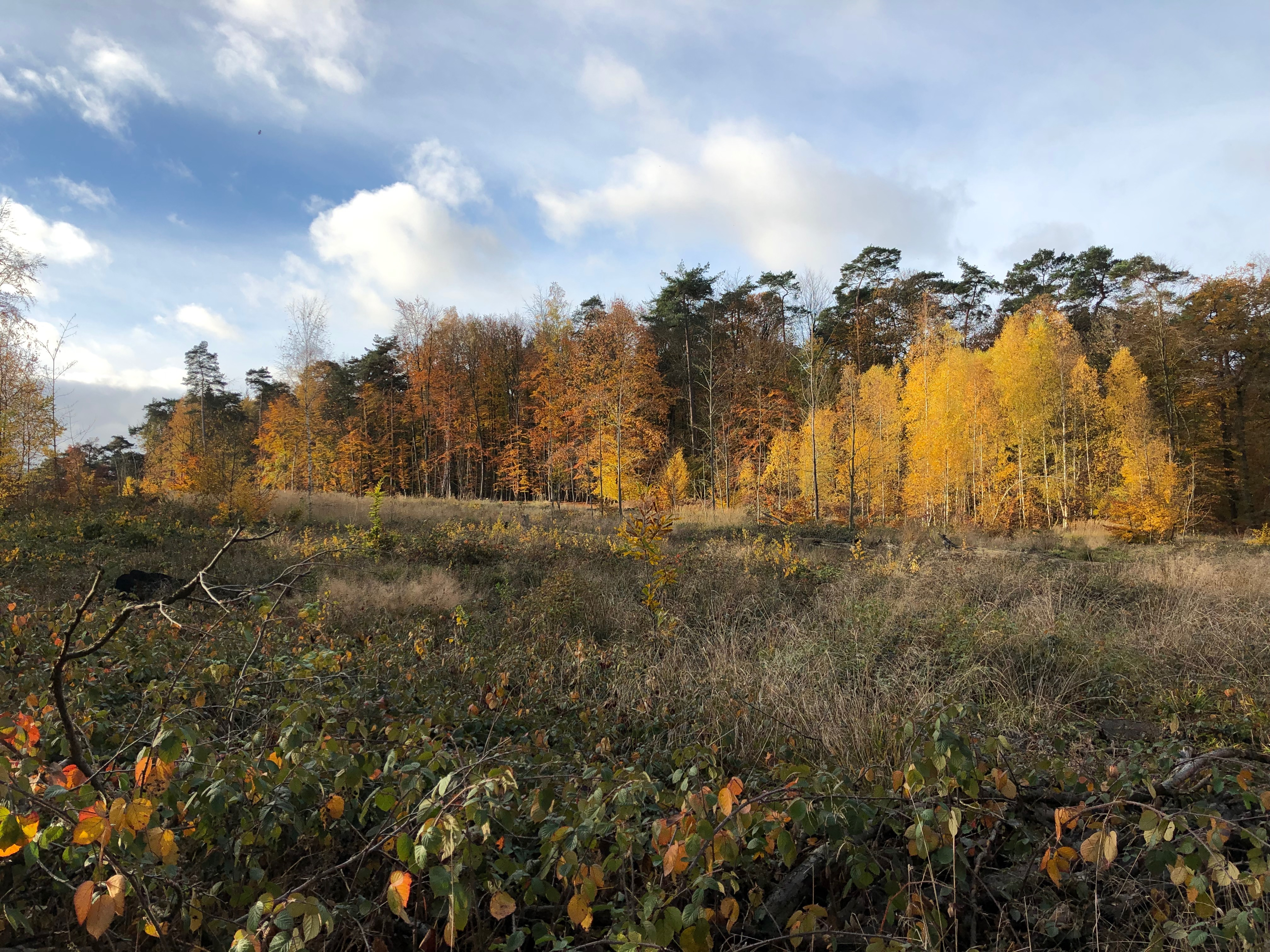
Zone archéologique entre le vallon des Enfants Noyés et le vallon du Vuylbeek

## Galerie

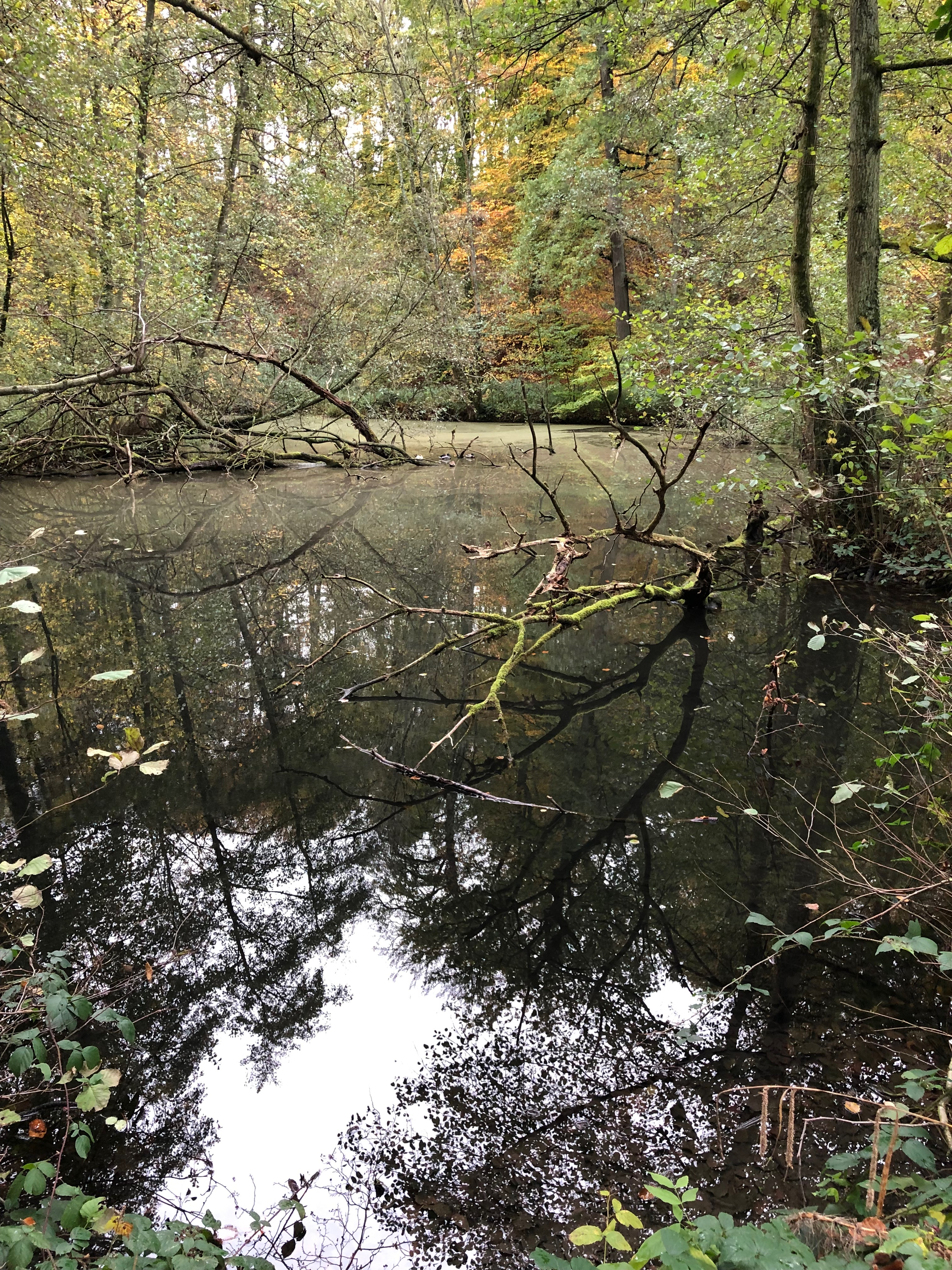
L'étang de l'Ermite et son île
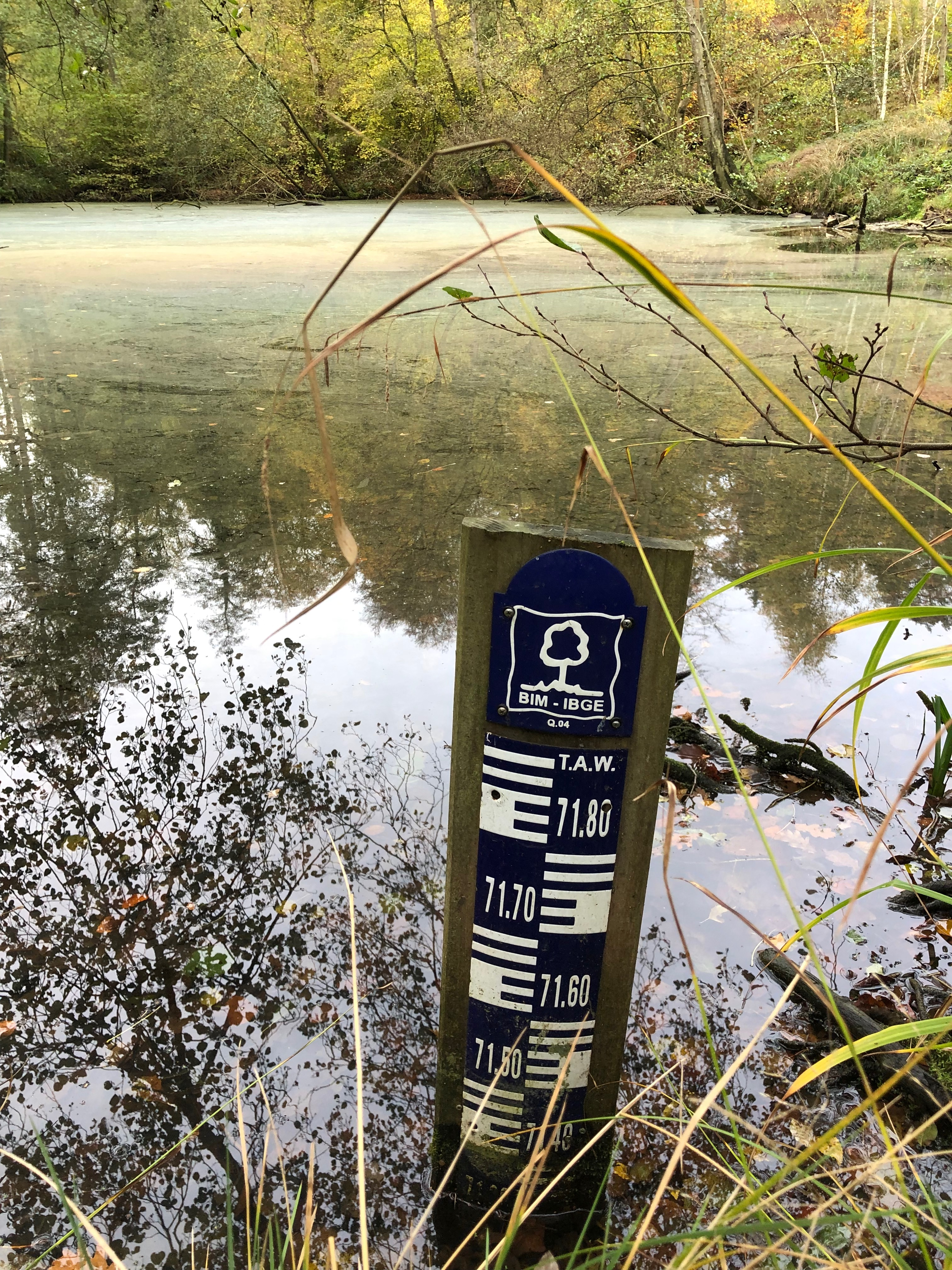
Jauge de profondeur du Petit étang
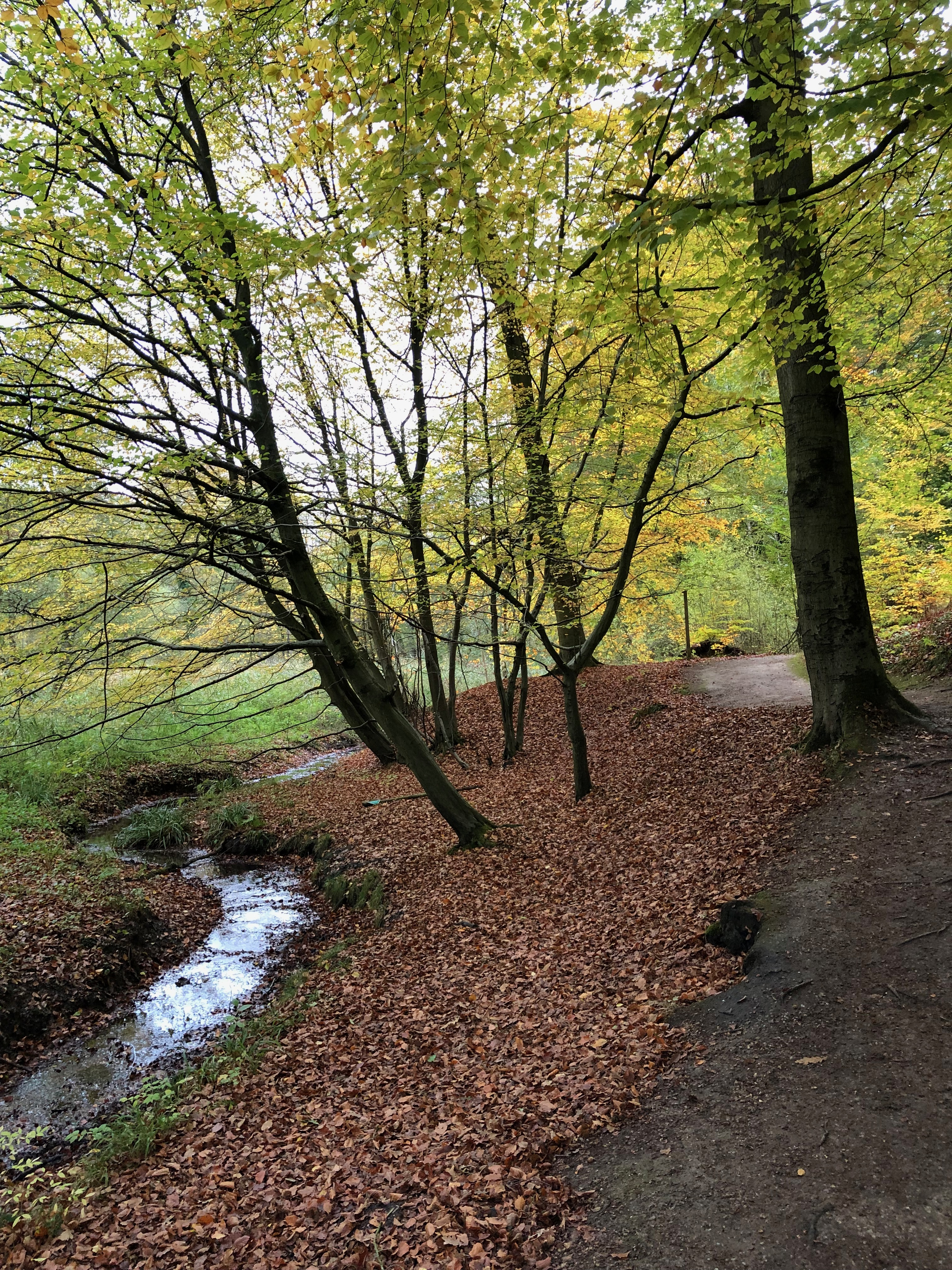
Sentier du Vuylbeek